# William O’Neil
William Andrew O’Neil Esq., CMG, CM (* 6. Juni 1927 in Ottawa; † 29. Oktober 2020 in Woodcote, Oxfordshire) war ein kanadischer UN-Funktionär. Er war von 1990 bis 2004 Generalsekretär der Internationalen Seeschifffahrts-Organisation (IMO).

## Leben
O’Neil schloss das Studium der Ingenieurwissenschaften an der Universität Toronto 1949 ab und trat in den öffentlichen Dienst ein. Zunächst hatte er verschiedene Positionen innerhalb des kanadischen Transportministeriums inne. Unter anderem war er bei der Planung des Sankt-Lorenz-Seewegs beteiligt. 1955 wechselte er zur St. Lawrence Seaway Authority, wo er bis 1971 angestellt und maßgeblich am Bau des Seewegs beteiligt war. So war er unter anderem für den Bau des Wellandkanal und dessen Umgehungskanal zuständig. 1971 kehrte er an das Transportministerium zurück und arbeitete zunächst für die Canadian Marine Transportation Administration bevor er 1975 zum Leiter der kanadischen Küstenwache ernannt wurde.  Zum 4. Juli 1980 übernahm O’Neil die Leitung der St. Lawrence Seaway Authority, ein Amt, das er bis 1990 innehatte. Zugleich war er Vorsitzender der für die Verwaltung der Seaway International Bridge zuständigen Firma Seaway International Bridge Corporation und Mitglied des Verwaltungsrates der Thousand Islands Bridge. 1990 wurde O’Neil als Nachfolger von Chandrika Prasad Srivastava zum Generalsekretär der Internationalen Seeschifffahrts-Organisation gewählt. Ab 1991 gehörte er zugleich dem International Maritime Bureau und dem Verwaltungsrat des International Maritime Institute an. Daneben war er von 1991 bis 2004 Kanzler der World Maritime University. Nach zweimaliger Wiederwahl als Generalsekretär trat O’Neil 2003 in den Ruhestand. In diesem Amt folgte ihm der Grieche Efthimios Mitropoulos nach. Nach seiner Ruhesetzung übernahm O’Neil zunächst die Leitung des International Council des International Chamber of Shipping. Zudem gehörte O’Neil den Aufsichtsratsgremien mehrerer Firmen im Bereich der Seeschifffahrt an.
Er verstarb am 29. Oktober 2020 in Oxfordshire im Alter von 93 Jahren. Der zu diesem Zeitpunkt amtierende Generalsekretär der IMO Kitack Lim würdigte sein Wirken für die Organisation.

## Auszeichnungen und Mitgliedschaften (Auswahl)
- Companion des Order of St. Michael and St. George
- 1995: Member des Order of Canada
- Kommandeur des Zedernordens
- Träger des Großkreuzes des Orden of Vasco Nunez de Balboa
- 2003: Träger des International Maritime Prize[7]

Neben dieser Auszeichnungen war O‘Neil Träger der Ehrendoktorwürde mehrerer Universitäten, darunter die City University London, die Universität Malta und die Nottingham Trent University. Zudem gehörte er der Royal Society of Arts, der Royal Academy of Engineering sowie der American Society of Civil Engineers und zahlreicher weiterer Gesellschaften an. Ferner war er Ehrenmitglied der Worshipful Company of Shipwrights.

## Publikationen (Auswahl)
- Safety at sea Engineering challenges; the 1999 Lloyd’s Register Lecture . Royal Academy of Engineering, London 1999, ISBN 1-871634-81-4.